# Paya Pisang Klat
Paya Pisang Klat is een bestuurslaag in het regentschap Pidie Jaya van de provincie Atjeh, Indonesië. Paya Pisang Klat telt 1035 inwoners (volkstelling 2010).